# Kenneth Allen
Kenneth Allen (Chicago, 12 de Maio de 1980), é um lutador de MMA norte-americano. Sua categoria no UFC é a dos pesos leve.
É conhecido por possuir o pior cartel da história do MMA, com 1 vitória (por submissão) em 39 lutas.
Sua única vitória foi no dia 15 de julho de 2006, sobre Cory Simpson. Foi com este mesmo adversário que ele fez sua última luta, no dia 30 de setembro de 2017 (evento: Extreme Challenge 236), sendo derrotado por TKO.
Porém, na proporção vitória/derrota, há um lutador que já até superou o número de Allen. Joe Kavey tem 24 lutas profissionais (até 2010), 20 delas registradas no Sherdog. Perdeu todas, sempre por nocaute ou finalização. Em sua defesa, o lutador alega que passou por problemas sérios de alcoolismo, chegando até a viver nas ruas. “Eu estava com fome e estava sendo pago, então estava feliz por estar ali”, disse ele, em entrevista ao site Tatame. “Decidi parar, não quero mais perder. Estou treinando e esperando a hora certa para voltar, lutar e vencer.”

## Cartel no MMA
| Cartel no MMA   |           |             |
| 41 lutas        | 1 vitória | 40 derrotas |
| Por nocaute     | 0         | 8           |
| Por finalização | 1         | 30          |
| Por decisão     | 0         | 2           |
| Empates         | 0         | 0           |

| Res.    | Cartel | Oponente            | Método                                   | Evento                                    | Data       | Round | Tempo | Local | Notas |
| ------- | ------ | ------------------- | ---------------------------------------- | ----------------------------------------- | ---------- | ----- | ----- | ----- | ----- |
| Derrota | 1-40   | Steven Mann         | TKO (Socos)                              | Iowa Challenge 129                        | 10/02/2018 | 1     | 1:26  |       |       |
| Derrota | 1-39   | Cory Simpson        | TKO (Socos)                              | Extreme Challenge 236                     | 30/09/2017 | 1     | 3:02  |       |       |
| Derrota | 1-38   | Aaron Mitchell      | Submission (Guilhotina)                  | Pugna Entertainment - Fight Night Live    | 03/03/2017 | 1     | 3:46  |       |       |
| Derrota | 1-37   | Demi Deeds          | TKO (Socos)                              | WWFC - World War Fighting Championship 17 | 17/01/2015 | 1     | 2:41  |       |       |
| Derrota | 1-36   | Paul Bird           | Finalização (Armbar)                     | WWFC - World War Fighting Championship 16 | 16/08/2014 | 1     | 1:57  |       |       |
| Derrota | 1-35   | Derek Loffer        | Finalização                              | IC - Iowa Challenge 97                    | 08/02/2014 | 1     | 1:22  |       |       |
| Derrota | 1-34   | Mike Estus          | Finalização (Neck Crank)                 | IC - Iowa Challenge 75                    | 01/12/2012 | 1     | 2:27  |       |       |
| Derrota | 1-33   | Andre Kase          | Finalização (Kimura)                     | EC - Extreme Challenge 212                | 02/06/2012 | 1     | 2:05  |       |       |
| Derrota | 1-32   | Matt Rider          | Finalização (Triângulo)                  | EC - Extreme Challenge 207                | 14/04/2012 | 1     | 1:01  |       |       |
| Derrota | 1-31   | Joe Vedepo          | Finalização (Estrangulamento por trás)   | EC - Extreme Challenge 203                | 29/01/2012 | 1     | 2:17  |       |       |
| Derrota | 1-30   | Paul Bradley        | Finalização (Guilhotina)                 | EC - Extreme Challenge 183                | 14/05/2011 | 1     | 0:45  |       |       |
| Derrota | 1-29   | Ryan Scheeper       | Finalização (Arm-lock)                   | FCC 34 - Freestyle Combat Challenge 34    | 29/03/2008 | 1     | N/A   |       |       |
| Derrota | 1-28   | Ryan Thomas         | Finalização (Triângulo)                  | EC 89 - Extreme Challenge 89              | 23/02/2008 | 1     | N/A   |       |       |
| Derrota | 1-27   | Mike Stumpf         | Finalização (Mata-Leão)                  | EC 86 - Extreme Challenge 86              | 26/01/2008 | 1     | 0:54  |       |       |
| Derrota | 1-26   | Gerald Meerschaert  | Finalização (Triângulo)                  | FCC 32 - Freestyle Combat Challenge 32    | 12/01/2008 | 1     | N/A   |       |       |
| Derrota | 1-25   | Dennis Anderson     | Finalização (Guilhotina)                 | MT 12 - Madtown Throwdown 12              | 28/07/2007 | 1     | 1:24  |       |       |
| Derrota | 1-24   | Mike O'Malley       | Finalização (Triângulo)                  | MM - Monroe Meltdown                      | 16/06/2007 | 0     | 0:00  |       |       |
| Derrota | 1-23   | Jesse Sanders       | Finalização (Guilhotina)                 | IC 36 - Iowa Challenge 36                 | 28/04/2007 | 1     | 1:56  |       |       |
| Derrota | 1-22   | Jeremiah Billington | Finalização (Triângulo)                  | RCF 5 - Revolution Cage Fighting 5        | 31/03/2007 | 2     | 1:34  |       |       |
| Derrota | 1-21   | Dominic Brown       | Finalização (Arm-lock)                   | TFC 7 - Red Rumble                        | 23/03/2007 | 0     | N/A   |       |       |
| Derrota | 1-20   | Brandon Munson      | Finalização (Triângulo)                  | CFC 2 - Explosion                         | 10/03/2007 | 1     | 1:05  |       |       |
| Derrota | 1-19   | Jason Allar         | Finalização (Forearm Estrangulamento)    | GFS - No Guts, No Glory                   | 17/02/2007 | 2     | 1:14  |       |       |
| Derrota | 1-18   | David Costas        | Nocaute Técnico (Socos)                  | EFX - Extreme Fighting Xtreme             | 26/01/2007 | 1     | 1:48  |       |       |
| Derrota | 1-17   | Chris Barrera       | Nocaute Técnico (Socos)                  | EFX - Fury                                | 20/01/2007 | 1     | 4:01  |       |       |
| Derrota | 1-16   | Jeremiah Billington | Finalização (Triângulo)                  | RCF 4 - Revolution Cage Fighting 4        | 02/12/2006 | 1     | 1:43  |       |       |
| Derrota | 1-15   | Derrick Noble       | Nocaute Técnico                          | ISCF - Peoria                             | 04/11/2006 | 1     | 1:53  |       |       |
| Derrota | 1-14   | Joe Jordan          | N/A                                      | EC 71 - Extreme Challenge 71              | 07/10/2006 | 1     | N/A   |       |       |
| Derrota | 1-13   | Aaron Praschak      | Finalização (Triângulo)                  | Brutaal - Fight Night                     | 29/09/2006 | 0     | 0:00  |       |       |
| Vitória | 1-12   | Cory Simpson        | Finalização (Rear-Naked Estrangulamento) | MCC 4 - The Rematch                       | 15/07/2006 | 1     | 0:54  |       |       |
| Derrota | 0-12   | Tyrone Roberts      | Decisão (Unânime)                        | IC 29 - Iowa Challenge 29                 | 10/06/2006 | 3     | 3:00  |       |       |
| Derrota | 0-11   | Brian Green         | Finalização (Arm-Triângulo)              | MCC 3 - Mayhem                            | 20/05/2006 | 1     | 1:25  |       |       |
| Derrota | 0-10   | Sam Jackson         | Decisão                                  | IC 28 - Iowa Challenge 28                 | 06/05/2006 | 3     | 3:00  |       |       |
| Derrota | 0-9    | Sam Morgan          | Finalização (Guilhotina)                 | EFX - Fury                                | 03/05/2006 | 1     | N/A   |       |       |
| Derrota | 0-8    | Lucas Gwaltney      | Nocaute Técnico (Contusão)               | CFC 5 - Courage Fighting Championships 5  | 29/04/2006 | 1     | 2:53  |       |       |
| Derrota | 0-7    | Brock Larson        | Finalização (Guilhotina)                 | TCT - Twin Cities Throwdown               | 08/04/2006 | 1     | N/A   |       |       |
| Derrota | 0-6    | Jake Ellenberger    | Finalização (Arm-lock)                   | IFC - Rumble on the River                 | 11/03/2006 | 1     | N/A   |       |       |
| Derrota | 0-5    | Tom Hruby           | Finalização                              | Combat - Do Fighting Challenge 6          | 25/02/2006 | 0     | N/A   |       |       |
| Derrota | 0-4    | Nik Lentz           | Finalização (Rear-Naked Estrangulamento) | EFX - Fury                                | 01/02/2006 | 2     | N/A   |       |       |
| Derrota | 0-3    | Shane Wessels       | Finalização (Neck Crank)                 | XKK - Des Moines                          | 23/11/2005 | 1     | N/A   |       |       |
| Derrota | 0-2    | Pat O'Malley        | Finalização (Rear-Naked Estrangulamento) | MT 5 - Madtown Throwdown 5                | 15/10/2005 | 0     | N/A   |       |       |
| Derrota | 0-1    | Rhomez Brower       | Nocaute Técnico (Socos)                  | Combat - Do Fighting Challenge 3          | 14/05/2005 | 1     | 4:27  |       |       |